# Констебль

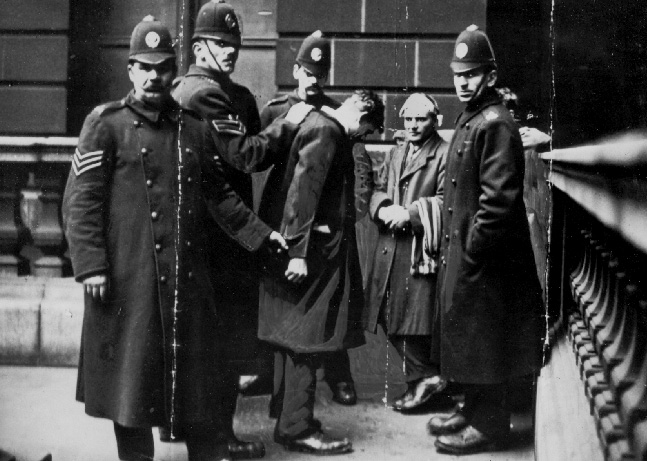
Констеблі Глазго затримують бунтівника, 1919 рік

Консте́бль (англ. constable від лат. comes stabuli — «начальник стайні») — адміністративна посада, зазвичай у правоохоронних органах англомовних країн. Нині у Великій Британії, США, Канаді, Новій Зеландії та інших країнах констебль — нижчий поліцейський чин.
Широко поширений (у США) розмовний синонім слова поліцейський — коп — історично виникло з абревіатури COP — Constable On the Post, що в перекладі означає констебль на посту. За британською ж версією, «коп» походить від слова «copper» — той, хто хапає (від дієслова англ. cop — зловити, затримати, висхідного до латині або фризьких мов).
Однокореневим є французьке слово конетабль, яке позначало головнокомандувача середньовічної Франції. У середньовічній Європі констеблі і конетаблі являли собою придворних службовців з господарської частини, ватажків військ, міських чиновників.